# 小山正
小山 正（おやま ただし、1947年10月26日 - ）は、宮城県出身の元プロ野球選手。ポジションは捕手。

## 来歴・人物
気仙沼高校では、1965年夏の甲子園県予選準決勝に進むが、古川工に敗れ東北大会には進めなかった。同年のドラフト会議で大洋ホエールズから8位指名を受け入団。
1970年には二軍で打点王になるが、一軍出場はなく、1971年に現役引退した。

## 詳細情報

### 年度別打撃成績
- 一軍公式戦出場なし

### 背番号
- 37 （1966年 - 1971年）